# Acusilas vei
Acusilas vei is een spinnensoort in de taxonomische indeling van de wielwebspinnen (Araneidae).
Het dier behoort tot het geslacht Acusilas. De wetenschappelijke naam van de soort werd voor het eerst geldig gepubliceerd in 2008 door Joachim Schmidt & Scharff.